# Exposició Universal de Shanghai (2010)
L'Exposició Universal de Shanghai del 2010 (oficialment en anglès Expo 2010 Shanghai China i en xinès 中国2010年上海世界博览会|t=中國2010年上海世界博覽會; transliterat com Zhōngguó 2010 Nián Shànghǎi Shìjìe Bólǎnhuì) es va desenvolupar a la ciutat de Shanghai fins al 31 d'octubre del 2010. El lema de l'exposició fou "Millor ciutat, millor vida" i significava el nou estatus de la ciutat de Shanghai com la pròxima ciutat mundial. El logotip feia servir l'ideograma xinès 世 ('món', en xinès "shì").
Es tracta de l'Exposició Universal més cara fins a la data i també la que ocupa més superfície (5,28 km²).
Hi van participar més de 190 estats i més de 50 organitzacions internacionals, la van visitar uns 100 líders polítics de tot el món. S'esperava rebre 700 milions de visitants. El pavelló d'Espanya va ser dissenyat per l'arquitecta italocatalana Benedetta Tagliabue que va donar-li un teulat inspirat per la tradicional cistelleria catalana, desenvolupat per Joan Farré i Oliver i executat per artesans xinesos.

## Galeria fotogràfica

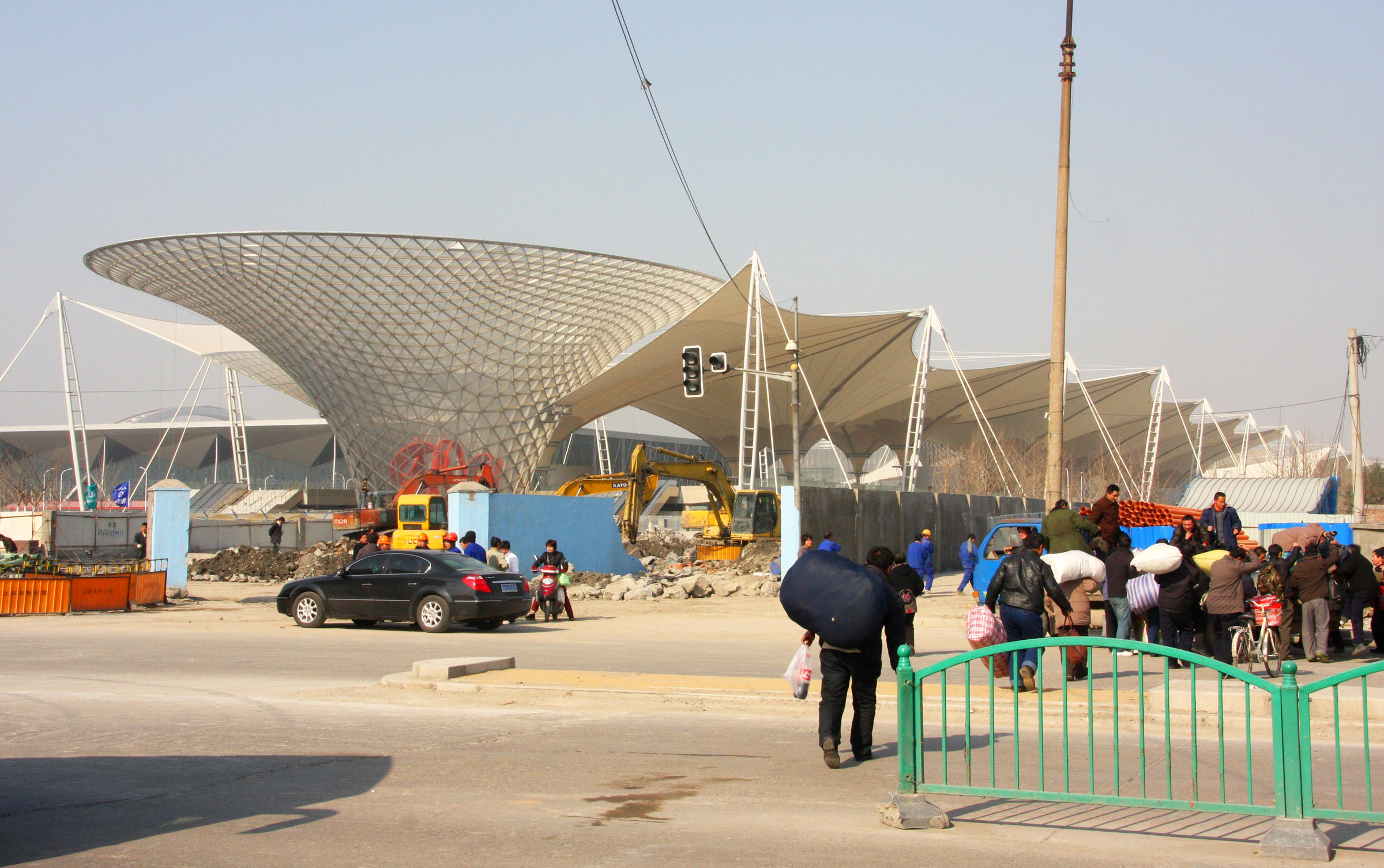
Construcció de l'edifici principal "Expo Axis" a Xangai, desembre del 2009.
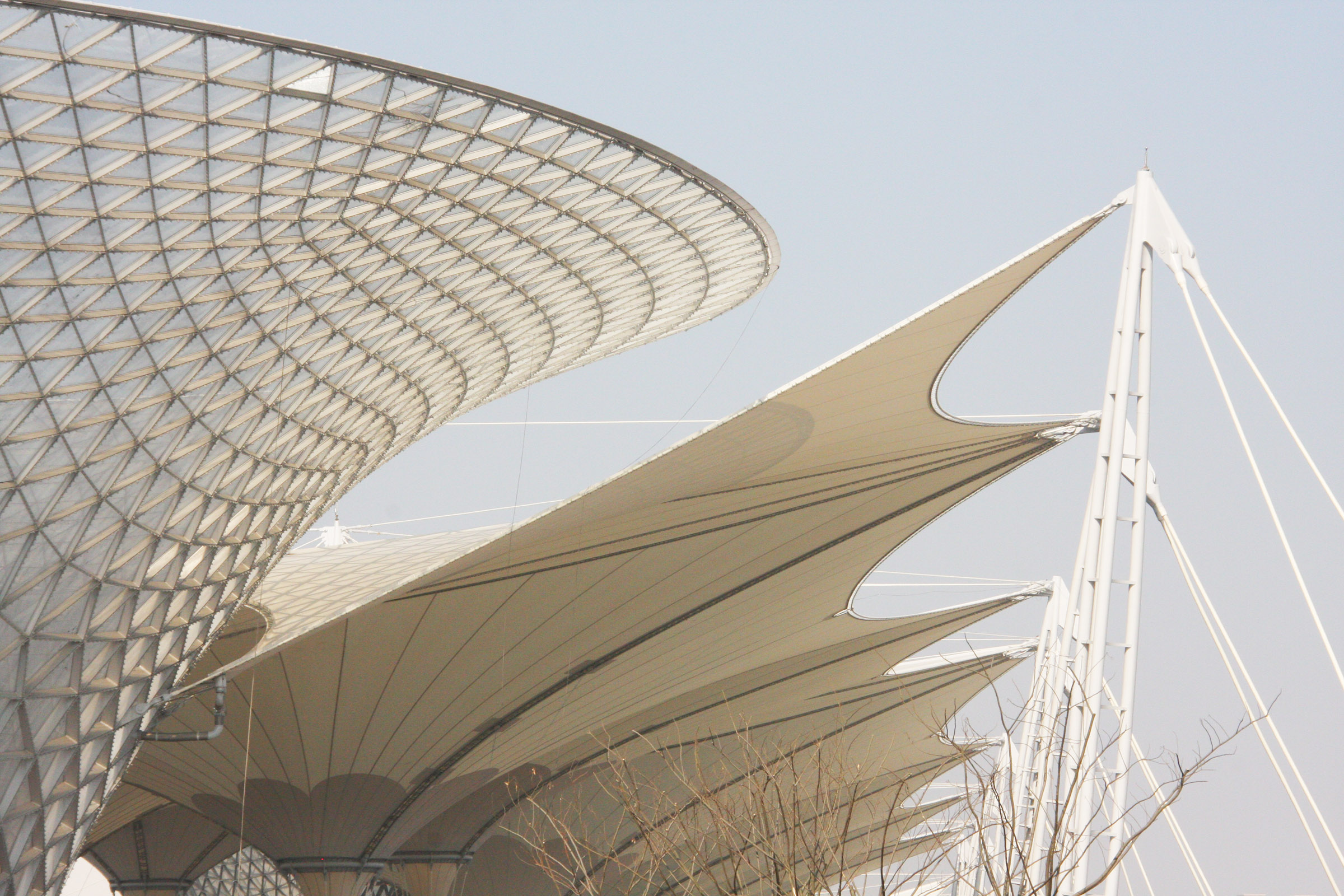
Detall d'Expo Axis.
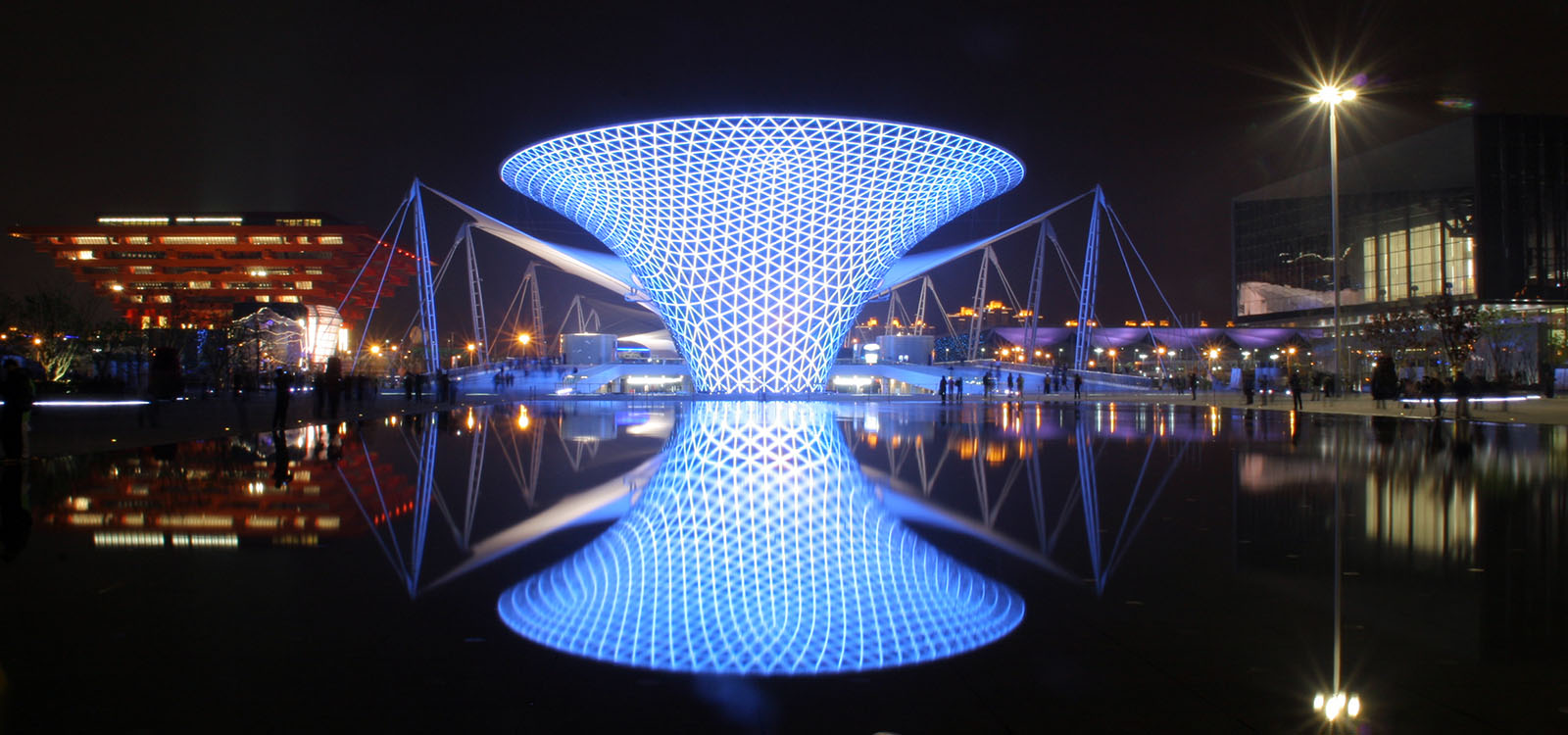
Expo Axis de nit.
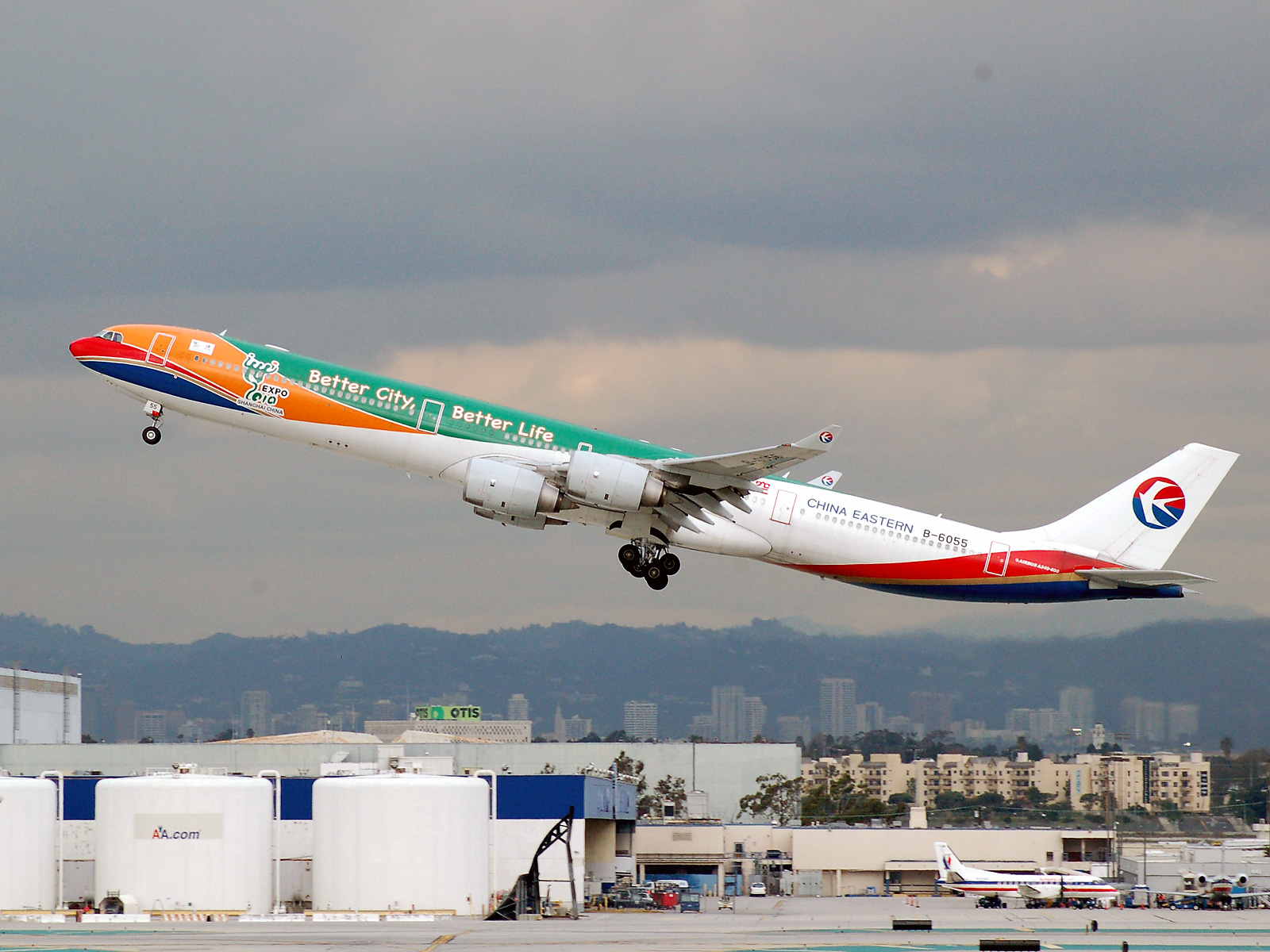
Airbus A340 de la companyia aèria xinesa portant el lema de l'exposició.
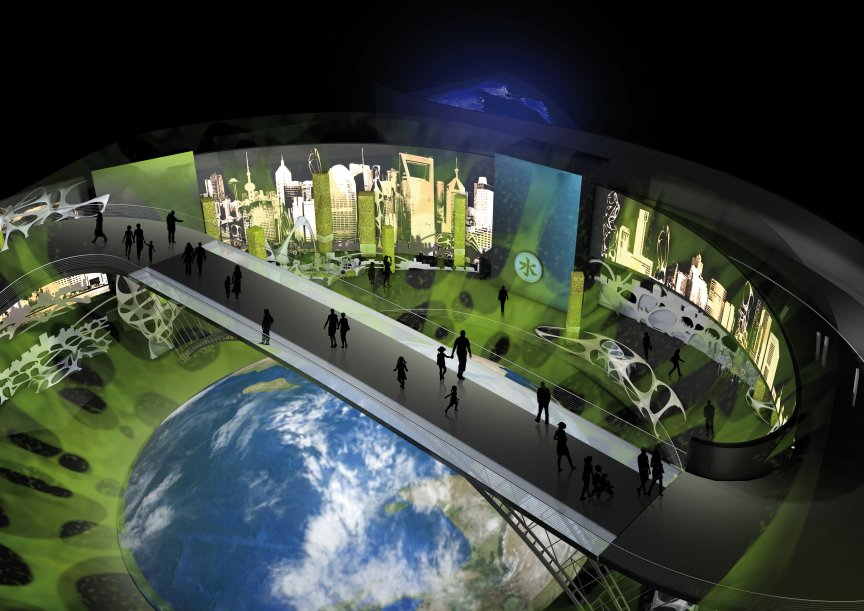
Pavelló Planeta Urbà
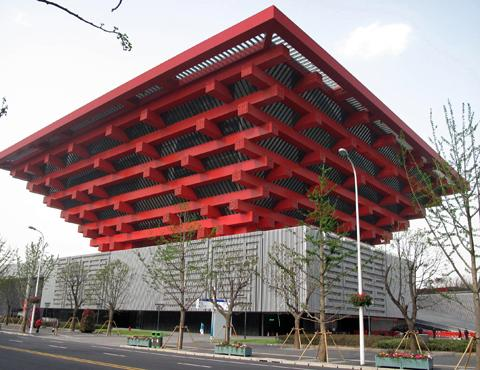
Pavelló de la Xina.
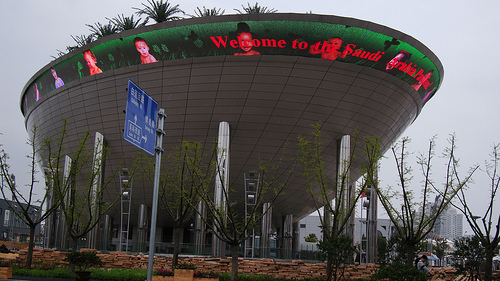
Pavelló d'Aràbia Saudita.
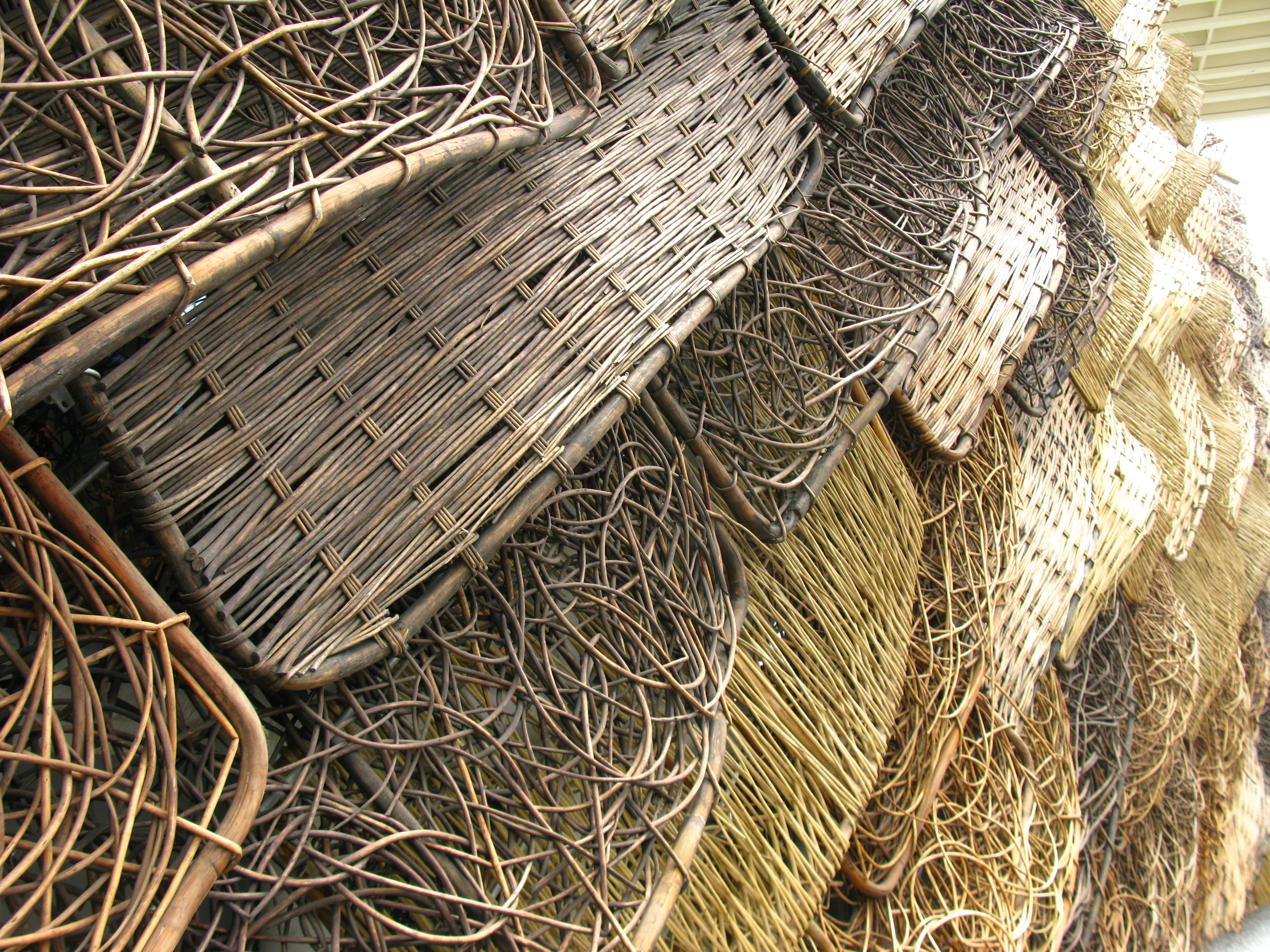
Detall del teulat dissenyat per Joan Farré